# Religia tradițională chineză

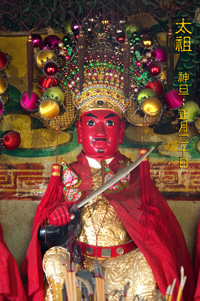
O statuie a unei zeități tradiționale chineze.

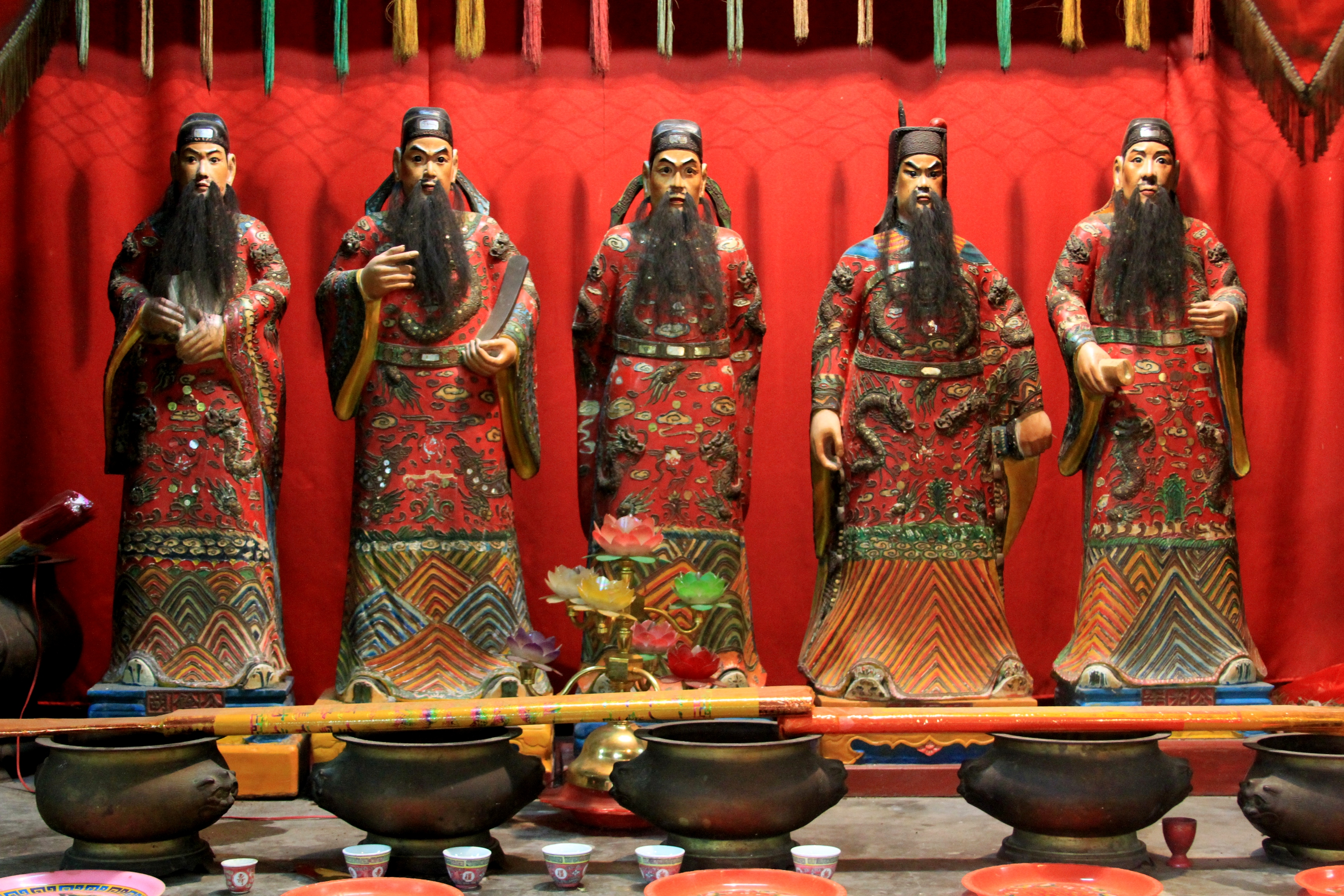
Un altar cu statuile strămoșilor din templul de la Haikou, Hainan.

Religia tradițională chineză este un termen pentru a desemna tradițiile antice animiste și șamanice din China preistorică și antică, tradiții ce se bazează pe mitologia chineză și pe venerarea unor shens (zeități) sau a unor semizei, eroi, strămoși sau dragoni. 
Religia tradițională chineză este uneori asociată cu taoismul, deoarece de-a lungul secolelor taoismul a absorbit aceste credințe mitologice autohtone, din care își are și originea. În religia tradițională chineză sunt venerate multe zeități sub numele de shens , zeități ce apar și în taoism, dar sunt venerați și eroii naționali, strămoșii sau alte ființe divine. 
De asemenea, termenul de religie tradițională chineză este folosit în ziua de azi pentru a desemna religia șamanică a Chinei, dar și alte religii chineze cum ar fi taoismul și confucianismul, cu care a intrat în sincretism.